# Billboard Music Awards 2013
21. gala wręczenia Billboard Music Awards, nagród muzycznych przyznawanych przez magazyn „Billboard”, odbyła się 19 maja 2013 roku w MGM Grand Garden Arenie w Las Vegas, stan Nevada. Była emitowana na żywo przez telewizję ABC. Prowadzącym galę był komik Tracy Morgan. Statuetki przyznano w 47 kategoriach, z czego tylko w 10 podczas właściwej ceremonii. Najwięcej, bo aż osiem, zdobyła Taylor Swift, podczas gdy najwięcej nominacji (po jedenaście) przypadło zespołom Maroon 5 i fun., a także Swift. Poza tym gala obfitowała w siedemnaście występów, które dały takie gwiazdy jak chociażby Prince, Jennifer Lopez, Taylor Swift, Justin Bieber, Christina Aguilera czy Morten Harket (wokalista a-ha).

## Występy
| Wykonawcy                                         | Wykonane utwory                   |
| ------------------------------------------------- | --------------------------------- |
| Bruno Mars                                        | „Treasure”                        |
| Selena Gomez                                      | „Come & Get It”                   |
| The Band Perry                                    | „Better Dig Two”                  |
| Icona Pop                                         | „I Love It”                       |
| Chris Brown                                       | „Fine China”                      |
| Macklemore Ryan Lewis Wanz                        | „Thrift Shop”                     |
| Taylor Swift                                      | „22”                              |
| Kacey Musgraves                                   | „Merry Go ’Round”                 |
| Justin Bieber                                     | „Take You”                        |
| Pitbull Christina Aguilera Morten Harket (z a-ha) | „Feel This Moment” „Take on Me”   |
| Miguel                                            | „Adorn”                           |
| Ed Sheeran                                        | „Lego House”                      |
| Jennifer Lopez Pitbull                            | „Live It Up”                      |
| will.i.am Justin Bieber                           | „#thatPOWER”                      |
| David Guetta Akon Ne-Yo                           | „Play Hard”                       |
| Nicki Minaj Lil Wayne                             | „High School”                     |
| Prince                                            | „Let’s Go Crazy” „Fix Ur Life Up” |

## Prezenterzy
| Prezenterzy                 | Typ prezentacji                                                                        |
| --------------------------- | -------------------------------------------------------------------------------------- |
| Shania Twain                | wręczenie Nicki Minaj nagrody w kategorii Najlepszy wykonawca rapowy                   |
| Jennifer Nettles            | zapowiedź występu The Band Perry                                                       |
| Carly Rae Jepsen            | zapowiedź występu Icona Pop                                                            |
| Psy                         | zapowiedź występu Chrisa Browna                                                        |
| Alyssa Milano Avril Lavigne | wręczenie Carly Rae Jepsen nagrody w kategorii Najlepsza piosenka na Hot Digital Songs |
| Hayden Panettiere           | zapowiedź występu Macklemore, Ryana Lewisa i Wanza                                     |
| Kid Rock                    | ogłoszenie zwycięzcy w kategorii Najlepsza piosenka rapowa                             |
| Selena Gomez                | zapowiedź występu Taylor Swift                                                         |
| Florida Georgia Line        | zapowiedź występu Kaceya Musgravesa                                                    |
| will.i.am                   | wręczenie Madonnie nagrody w kategorii Najlepszy wykonawca koncertujący                |
| Ariana Grande               | zapowiedź występu Justina Biebera                                                      |
| Emmy Rossum Jason Derülo    | wręczenie Taylor Swift nagrody w kategorii Najlepszy album na Billboard 200            |
| Kesha                       | zapowiedź występu Pitbulla, Christiny Aguilery i Mortena Harketa                       |
| Miley Cyrus                 | wręczenie Justinowi Bieberowi nagrody w kategorii Najlepszy wykonawca męski            |
| Jennifer Morrison           | zapowiedź występu Miguela                                                              |
| Chloë Grace Moretz          | zapowiedź występu Eda Sheerana                                                         |
| Gabriel Mann Stana Katic    | zapowiedź występu Jennifer Lopez i Pitbulla                                            |
| Kelly Rowland Austin Mahone | wręczenie Davidowi Guetta nagrody w kategorii Najlepszy wykonawca EDM                  |
| Wiz Khalifa SkyBlue         | zapowiedź występu will.i.ama i Justina Biebera                                         |
| Jenny McCarthy              | zapowiedź występu Davida Guetty, Akona i Ne-Yo                                         |
| Cee Lo Green                | wręczenie Justinowi Bieberowi nagrody w kategorii Artysta-kamień milowy                |
| Céline Dion                 | wręczenie Taylor Swift nagrody w kategorii Najlepszy artysta                           |
| Erykah Badu Janelle Monáe   | ogłoszenie zwycięzcy w kategorii Nagroda dla ikony i zapowiedź występu Prince’a        |

## Nagrody i nominacje
Opracowano na podstawie materiału źródłowego

### Nagrody dla wykonawców
| Najlepszy artysta                                                             | Najlepszy debiutant                                                         |
| ----------------------------------------------------------------------------- | --------------------------------------------------------------------------- |
| - Taylor Swift - Justin Bieber - Maroon 5 - Rihanna - One Direction           | - One Direction - Gotye - Carly Rae Jepsen - The Lumineers - Psy            |
| Najlepszy wykonawca męski                                                     | Najlepszy wykonawca żeński                                                  |
| - Justin Bieber - Jason Aldean - Drake - Flo Rida - Bruno Mars                | - Taylor Swift - Katy Perry - Christina Aguilera - Britney Spears - Rihanna |
| Najlepszy duet lub zespół                                                     | Artysta-kamień milowy[A]                                                    |
| - One Direction - Coldplay - fun. - Maroon 5 - Mumford & Sons                 | - Justin Bieber - Bruno Mars - Taylor Swift                                 |
| Najlepszy wykonawca na Billboard 200                                          | Najlepszy wykonawca na Billboard Hot 100                                    |
| - Taylor Swift - Adele - Justin Bieber - Mumford & Sons - One Direction       | - Maroon 5 - Katy Perry - Nicki Minaj - Taylor Swift - Rihanna              |
| Najlepszy wykonawca na Hot Digital Songs                                      | Najlepszy wykonawca na Radio Songs                                          |
| - Taylor Swift - Carly Rae Jepsen - Flo Rida - fun. - Maroon 5                | - Rihanna - Flo Rida - fun. - Maroon 5 - Nicki Minaj                        |
| Najlepszy wykonawca na Streaming Songs                                        | Najlepszy wykonawca na Social 50                                            |
| - Nicki Minaj - Baauer - Drake - Psy - Rihanna                                | - Justin Bieber - One Direction - Katy Perry - Rihanna - Taylor Swift       |
| Najlepszy wykonawca koncertujący                                              | Nagroda dla ikony                                                           |
| - Madonna - Coldplay - Lady Gaga - Bruce Springsteen - Roger Waters           | - Prince                                                                    |
| Najlepszy wykonawca popowy                                                    | Najlepszy wykonawca rockowy                                                 |
| - One Direction - Christina Aguilera - Justin Bieber - Maroon 5 - Bruno Mars  | - fun. - Coldplay - Gotye - Green Day - No Doubt                            |
| Najlepszy wykonawca R&B                                                       | Najlepszy wykonawca rapowy                                                  |
| - Rihanna - Chris Brown - Alicia Keys - Ne-Yo - Usher                         | - Nicki Minaj - Drake - Flo Rida - Pitbull - Psy                            |
| Najlepszy wykonawca country                                                   | Najlepszy wykonawca latynoski                                               |
| - Taylor Swift - Jason Aldean - Luke Bryan - Blake Shelton - Carrie Underwood | - Jenni Rivera - Don Omar - Prince Royce - Romeo Santos - Shakira           |
| Najlepszy wykonawca taneczny                                                  | Najlepszy wykonawca EDM                                                     |
| - Madonna - David Guetta - Calvin Harris - Skrillex - Swedish House Mafia     | - David Guetta - Deadmau5 - Calvin Harris - Skrillex - Swedish House Mafia  |
| Najlepszy wykonawca chrześcijański                                            |                                                                             |
| - tobyMac - Casting Crowns - MercyMe - Chris Tomlin - Matt Redman             |                                                                             |

- A^ Jedyna kategoria, w której zwycięzcę wybierali fani w internetowym głosowaniu.

### Nagrody za albumy
| Najlepszy album na Billboard 200 | Najlepszy album popowy |
| --- | --- |
| - Red – Taylor Swift - 21 – Adele - Take Me Home – One Direction - Up All Night – One Direction - Babel – Mumford & Sons                                                                             | - 21 – Adele - Lotus – Christina Aguilera - Believe – Justin Bieber - Overexposed – Maroon 5 - Take Me Home – One Direction - Up All Night – One Direction |
| Najlepszy album rockowy | Najlepszy album R&B |
| - Babel – Mumford & Sons - Some Nights – fun. - Push and Shove – No Doubt - My Head is an Animal – Of Monsters and Men - The World from the Side of the Moon – Phillip Phillips                      | - Unapologetic – Rihanna - Girl on Fire – Alicia Keys - Fortune – Chris Brown - Channel Orange – Frank Ocean - Looking 4 Myself – Usher                    |
| Najlepszy album rapowy | Najlepszy album country |
| - Pink Friday: Roman Reloaded – Nicki Minaj - Good Kid, M.A.A.D City – Kendrick Lamar - The Heist – Macklemore i Ryan Lewis - God Forgives, I Don’t – Rick Ross - Based On A T.R.U. Story – 2 Chainz | - Red – Taylor Swift - Night Train – Jason Aldean - Tailgates & Tanlines – Luke Bryan - Tuskegee – Lionel Richie - Blown Away – Carrie Underwood           |
| Najlepszy album latynoski | Najlepszy album taneczny |
| - La Misma Gran Señora – Jenni Rivera - Joyas Prestadas: Banda – Jenni Rivera - Joyas Prestadas: Pop – Jenni Rivera - Formula, Vol. 1 – Romeo Santos - Phase II – Prince Royce                       | - MDNA – Madonna - Nothing but the Beat – David Guetta - Album title goes here – Deadmau5 - Bangarang – Skrillex - Sorry for Party Rocking – LMFAO         |
| Najlepszy album EDM | Najlepszy album chrześcijański |
| - Bangarang – Skrillex - Scary Monsters and Nice Sprites – Skrillex - Nothing but the Beat – David Guetta - Album title goes here – Deadmau5 - Until Now – Swedish House Mafia                       | - Eye on It – tobyMac - Come To The Well – Casting Crowns - Gravity – Lecrae - The Hurt & The Healer – MercyMe - WOW Hits 2013 – różni wykonawcy           |

### Nagrody za piosenki
| Najlepsza piosenka na Billboard Hot 100 | Najlepsza piosenka na Hot Digital Songs |
| --- | --- |
| - „Somebody That I Used to Know” – Gotye feat. Kimbra - „Wide Awake” – Katy Perry - „Feel This Moment” – Pitbull feat. Christina Aguilera - „Call Me Maybe” – Carly Rae Jepsen - „One More Night” – Maroon 5 - „Payphone” – Maroon 5 feat. Wiz Khalifa           | - „Call Me Maybe” – Carly Rae Jepsen - „We Are Young” – fun. feat. Janelle Monáe - „Somebody That I Used to Know” – Gotye feat. Kimbra - „Thrift Shop” – Macklemore i Ryan Lewis feat. Wanz - „Payphone” – Maroon 5 feat. Wiz Khalifa |
| Najlepsza piosenka na Radio Songs | Najlepsza piosenka na Streaming Songs (audio) |
| - „Somebody That I Used to Know” – Gotye feat. Kimbra - „Locked Out of Heaven” – Bruno Mars - „Feel This Moment” – Pitbull feat. Christina Aguilera - „Call Me Maybe” – Carly Rae Jepsen - „One More Night” – Maroon 5 - „Payphone” – Maroon 5 feat. Wiz Khalifa | - „Somebody That I Used to Know” – Gotye feat. Kimbra - „Call Me Maybe” – Carly Rae Jepsen - „Lights” – Ellie Goulding - „Some Nights” – fun. - „We Are Young” – fun. feat. Janelle Monáe                                             |
| Najlepsza piosenka na Streaming Songs (wideo) | Najlepsza piosenka popowa |
| - „Gangnam Style” – Psy - „Call Me Maybe” – Carly Rae Jepsen - „Thrift Shop” – Macklemore i Ryan Lewis feat. Wanz - „We Are Never Ever Getting Back Together” – Taylor Swift - „We Are Young” – fun. feat. Janelle Monáe                                         | - „Call Me Maybe” – Carly Rae Jepsen - „We Are Young” – fun. feat. Janelle Monáe - „Your Body” – Christina Aguilera - „One More Night” – Maroon 5 - „Locked Out of Heaven” – Bruno Mars                                               |
| Najlepsza piosenka rockowa | Najlepsza piosenka R&B |
| - „Somebody That I Used to Know” – Gotye feat. Kimbra - „Some Nights” – fun. - „We Are Young” – fun. feat. Janelle Monáe - „No Hey” – The Lumineers - „Home” – Phillip Phillips                                                                                  | - „Diamonds” – Rihanna - „Girl on Fire” – Alicia Keys feat. Nicki Minaj - „Adorn” – Miguel - „Thinkin Bout You” – Frank Ocean - „Heart Attack” – Trey Songz                                                                           |
| Najlepsza piosenka rapowa | Najlepsza piosenka country |
| - „Thrift Shop” – Macklemore i Ryan Lewis feat. Wanz - „Whistle” – Flo Rida - „Wild Ones” – Flo Rida feat. Sia - „Gangnam Style” – Psy - „Mercy” – Kanye West, Big Sean, Pusha T i 2 Chainz                                                                      | - „We Are Never Ever Getting Back Together” – Taylor Swift - „Drunk on You” – Luke Bryan - „Springsteen” – Eric Church - „Cruise” – Florida Georgia Line - „Wanted” – Hunter Hayes                                                    |
| Najlepsza piosenka latynoska | Najlepsza piosenka taneczna |
| - „Ai se eu te pego!” – Michel Teló - „Bailando Por El Mundo” – Juan Magán feat. Pitbull i El Cata - „Dutty Love” – Don Omar feat. Natti Natasha - „Hasta Que Salga el Sol” – Don Omar - „Algo Me Gusta de Ti” – Wisin & Yandel feat. Chris Brown i T-Pain       | - „Harlem Shake” – Baauer - „Titanium” – David Guetta feat. Sia - „Starships” – Nicki Minaj - „Gangnam Style” – Psy - „Where Have You Been” – Rihanna                                                                                 |
| Najlepsza piosenka EDM | Najlepsza piosenka chrześcijańska |
| - „Harlem Shake” – Baauer - „Titanium” – David Guetta feat. Sia - „Feel So Close” – Calvin Harris - „Sweet Nothing” – Calvin Harris feat. Florence Welch - „Don’t You Worry Child” – Swedish House Mafia feat. John Martin                                       | - „10,000 Reasons (Bless The Lord)” – Matt Redman - „Redeemed” – Big Daddy Weave - „Where I Belong” – Building 429 - „God’s Not Dead (Like a Lion)” – Newsboys - „Me Without You” – tobyMac                                           |